# Папский восточный институт
Папский Восточный Институт в Риме (лат. Pontificium Institutum Orientalium Studiorum, итал. Pontificio Istituto Orientale) — католическое высшее учебное заведение.
План создания высшей школы восточного христианства стоял на повестке дня Католической Церкви уже в период понтификата Льва XIII; но был реализован лишь в 1917 году Папой Бенедиктом XV (1914—1921).
Папский Восточный Институт входит в консорциум с Папским Григорианским университетом (основан в 1551 году) и Папским библейским институтом (основан в 1909 году) в Риме. Хотя Папский Восточный Институт подотчетен Святому Престолу, управление им доверено иезуитам. Канцлером Института является префект конгрегации по делам восточных церквей, вице-канцлером — генеральный настоятель Общества Иисуса. Конгрегация католического образования уполномочена утверждать академические программы.
В 2018—2019 учебном году в институте обучалось 422 студента, из них 351 студент на факультете Восточных церковных наук (SEO) и 71 студент на факультете Восточного канонического права (DCO). Ежегодно около 400 ученых посещают библиотеку Института в исследовательских целях.

## Миссия
Папский Восточный институт, основанный папой Бенедиктом XV в 1917 году и доверенный Обществу Иисуса в 1922 году, — это высшая школа, одной из основных целей которой является служение Церквям Востока, изучение «огромного богатства…, сохранившегося в сундуках сокровищ их традиций» (Иоанн Павел II, Orientale Lumen, 4) и ознакомление латинского Запада с этими столь мало исследованными богатствами. Его миссия заключается в исследовательской работе, преподавании и публикации трудов, связанных с традициями Восточных Церквей, в частности, по вопросам богословия, литургии, патрологии, истории, канонического права, литературы, лингвистики, духовности, археологии и межконфессионального диалога.
Целью Папского Восточного Института является обучение студентов, уже имеющих первую академическую степень, бакалавриат, независимо от их религиозной принадлежности — латинской или восточной католической, православной или иной. Студенты приезжают, в основном, из стран восточных Церквей: Ближнего Востока, Восточной Европы, Африки (Египта, Эфиопии и Эритреи) и Азии (Китая; Кералы и других частей Индии). Кроме того, изучением христианского Востока интересуется значительное число студентов из Европы и Америки. Приезжают учиться представители диаспор общин Восточных христианских Церквей.

## История
Первая временная резиденция Папского Восточного института находилась в непосредственной близости от Ватикана, в Палаццо деи Конвертенди на Пьяцца Скоссакавалли, который позже был снесен, уступив место Виа делла Кончилиационе. До 1926 года Институт располагался в помещении Папского Библейского Института на Виа делла Пилотта 25, после чего был переведен в здание на площади Санта-Мария-Маджоре 7, где находится до сих пор. Из всех римских церквей базилика Санта-Мария-Маджоре, расположенная на той же площади, наиболее тесно связана с Востоком. Ее знаменитые мозаики были выполнены при Папе Сикст III (432—440) в честь Эфесский собор (431), который, постановив, что Иисус Христос — истинный Человек, как следствие, пришел к заключению, что Мария, его Мать, является Богоматерью, или Теотокос, как ее называют греки. 

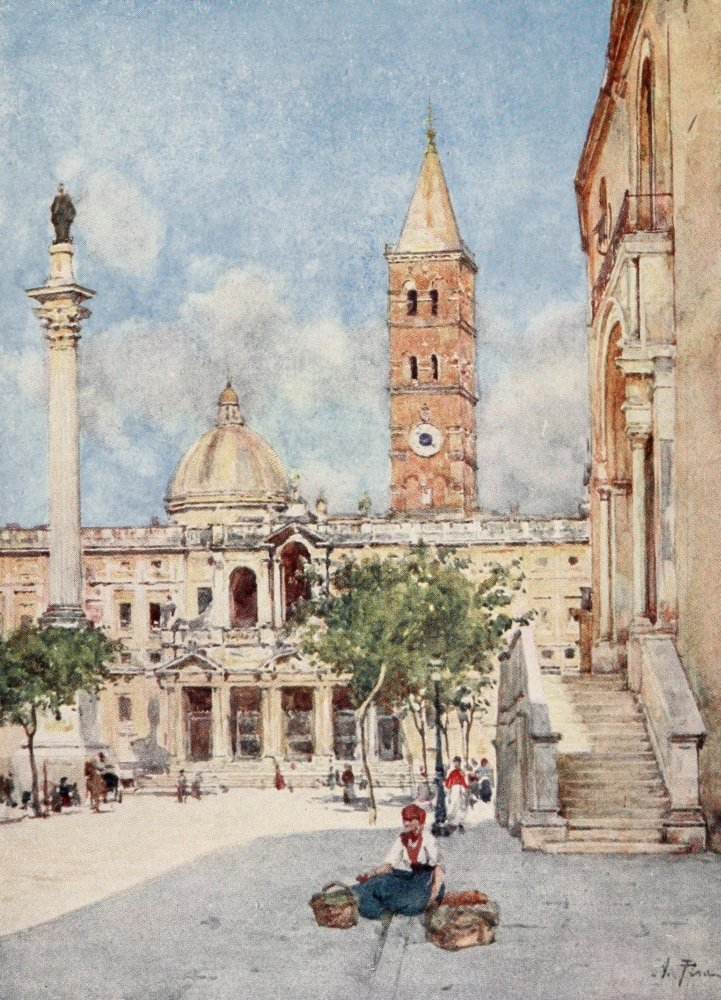
Санта-Мария-Маджоре от художника Альберто Писа (1905)

Базилика славится тем, что в ней хранятся доски, по преданию, оставшиеся от яслей Иисуса Христа, потому она также известна как «ad Praesepe», церковь яслей. Здесь же, в конце 860-х годов, апостолы славян святые Кирилл и Мефодий торжественно представили выполненные ими переводы славянских литургических книг, которые были одобрены Папой Римским Адриан II для богослужебного употребления. На боковой улице напротив Папского Восточного Института находится Базилика Святой Пракседы с каролингской мозаикой, являющейся свидетельством непринятия Иконоборчество Папой Римским святым Пасхалий I, возобновившегося на Востоке во времена строительства базилики (817 г.). В соседнем с базиликой здании в 869 году скончался святой Кирилл, брат святого Мефодия, о чем свидетельствует памятная табличка на фасаде. Рядом с Папским Восточным Институтом расположена церковь Сант-Антонио-Абате-аль-Эсквилино, особо чтимая выходцами из христианского Востока и жителями Рима, которые помнят времена, когда в этой церкви совершали благословение животных. С тех пор, как в 1929 году Пием XI (1921—1939) был создан Папский русский колледж, известный как Руссикум, церковью руководят иезуиты, проживающие в колледже.

### Предпосылки к созданию института

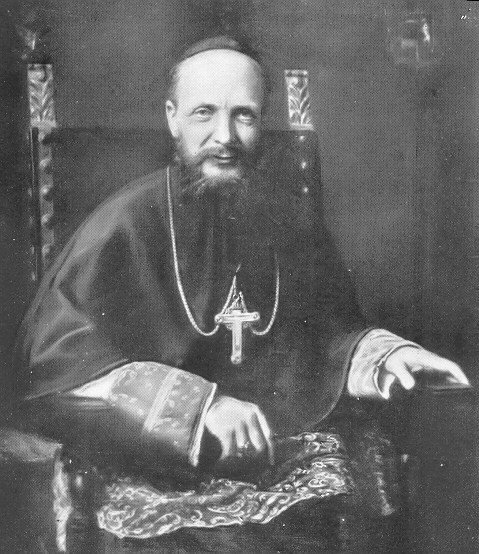
Мишель Д’Эрбиньи Епископ и ректор Папского Восточного Института (Рим)

«La question d’Orient», восточный вопрос, впервые был поставлен после унизительного поражения Османской империи в войне с Российской империей в 1774 году (ср. Кючук-Кайнарджийский мир), и обрел еще большую остроту во времена наполеоновского вторжения в Египет в 1798 году. Что делать с миллионами христиан Османской империи после ее исчезновения? Этот вопрос достиг своего апогея на Евхаристическом конгрессе в Иерусалиме в 1893 году, когда восточные католические патриархи сообщили папскому легату кардиналу Бенуа Лангенье о тяжелом положении, которое переживали их общины. В 1894 году Папа Лев XIII созвал собрание восточных католических патриархов, по результатам которого было составлено апостольское письмо Orientalium dignitas, известное как Великая хартия достоинства восточных католиков.
С распадом Российской империи после Февральская революция 1917 года и началом распада Османской империи, Римский Понтифик перешел к активным действиям. По личной инициативе, рескриптом Providentis Dei (01.05.1917), Папа Бенедикт XV создал Конгрегацию Восточной Церкви. Папа Римский оставил за собой должность префекта новой Конгрегации, глава которой, таким образом, был лишь секретарем с титулом кардинала (об этом см. канон 257 Пио-Бенедиктинского Кодекс канонического права 1917 года). Впоследствии, рескриптом Orientis catholici (15.10.1917), создал Папский Восточный Институт, и через три года, своей апостольской конституцией Quod nobis in condendo предоставил Папскому Восточному Институту право присвоения научных степеней. Институт был создан как учреждение, тесно связанное с Конгрегацией Восточной Церкви, переименованной в 1967 году в Конгрегацию Восточных Церквей. Связь этих двух учреждений определяет цель и миссию Папского Восточного Института, и объясняет также его основание именно в разгар «бесполезной резни» Первая мировая война 1917 года.

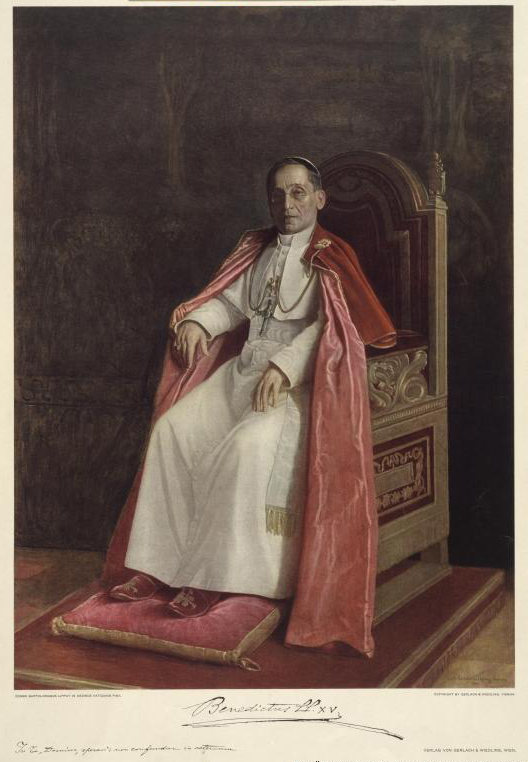
Папа Бенедикт XV

### Профессорско-преподавательский состав
Первоначально профессора института выбирались из различных орденов и даже из числа мирян. Одними из первых профессоров были: представитель белых отцов Антуан Дельпух (1868—1936 гг.), занимавший должность про-президента в первый год существования Папского Восточного Института (1918—1919); два бенедиктинца, в том числе блаженный Альфредо Ильдефонсо; три ассумпциониста, в том числе профессор Мартин Жуги (1878—1954 гг.), автор монументального синтеза истории восточного богословия; четыре иезуита, в том числе известный археолог Гийом де Ерфанион (1877—1948 гг.); один доминиканец, один мхитарист и трое мирян, включая Микеланджело Гвиди, выдающегося филолога и историка (1886—1946). Для более эффективной организации учебного процесса Папа Римский Пий XI вскоре после своего избрания решил поручить управление Институтом какому-либо одному ордену. Его выбор пал на иезуитов. Институт официально был передан под их управление на встрече Папы с генеральным настоятелем ордена Влодзимежом Ледуховским (1866—1942) 14 сентября 1922 года.
Первым президентом-иезуитом стал Мишель Д’Эрбиньи (1880—1957 гг.), занимавший эту должность с 1922 по 1931 гг. Его трудами Институт был переведен в новое здание на площади Санта-Мария-Маджоре. Преемником М. Д’Эрбиньи на должности президента стали: Эмиль Герман (1932—1951 гг.), немец, специалист по каноническому праву; Игнасио Ортис де Урбина (1951—1957 гг.), баск, ученый-патролог; Альфонс Раес (1957—1962 гг.), выдающийся специалист по изучению сирийской традиции, ставший впоследствии префектом библиотеки Ватикана; Джозеф Гилл (1962—1963 гг.), специалист по Флорентийскому собору (1438—1445 гг.) и главный редактор издания «Актов» этого Собора; Иван Жужек (1967—1972 гг.), ставший впоследствии секретарем Папской комиссии по пересмотру восточного канонического права; Жорж Дейфве (1972—1976 гг.); Эдуард Хюбер (1976—1981 гг.); Петер Ганс Кольвенбах (1981—1983 гг.), который после непродолжительного пребывания на посту ректора Института стал генеральным настоятелем Общества Иисуса (1983—2008 гг.); Жиль Пелланд (1984—1986 гг.; 1995—1998 гг.), впоследствии ректор Григорианского университета; Джино Пьовесана (1986—1990 гг.), экс-ректор Софийского университета в Токио, специалист по русской философии; Кларенс Галлахер (1990—1995 гг.), канонист; Гектор Валл Виларделл (1998—2007 гг.); Василь, Кирилл (2007—2009 гг.), впоследствии архиепископ секретарь Конгрегации Восточных Церквей; Санни Коккаравалаил (2009—2010 гг.), канонист; Джеймс МакКенн (2010—2015 гг.), впоследствии старший вице-президент Григорианского фонда в Нью-Йорке; Давид Назар (2015-).

### Основные этапы истории института
Энциклика Rerum orientalium (1928) Папы Пия XI, посвященная Папскому Восточному Институту завершила начальный период становления Института. Следующая важная веха в истории этого учебного заведения была сопряжена с проведением Второй Ватиканский собор, вызвавшего повышенный интерес к изучению христианского Востока. В 1989 году после падения железного занавеса Институт открыл свои двери для выходцев из стран Восточной Европы, что ознаменовало новый современный этап его истории.
По случаю 100-летнего юбилея (1917—2017 гг.) 12 октября 2017 г. институт посетил папа Франциск. Его щедрое пожертвование позволило провести общую реконструкцию для расширения корпусов Папского Восточного Института, оборудовать современные кабинеты для профессоров, студенческую столовую и комнаты отдыха для профессорско-преподавательского состава и студентов. 

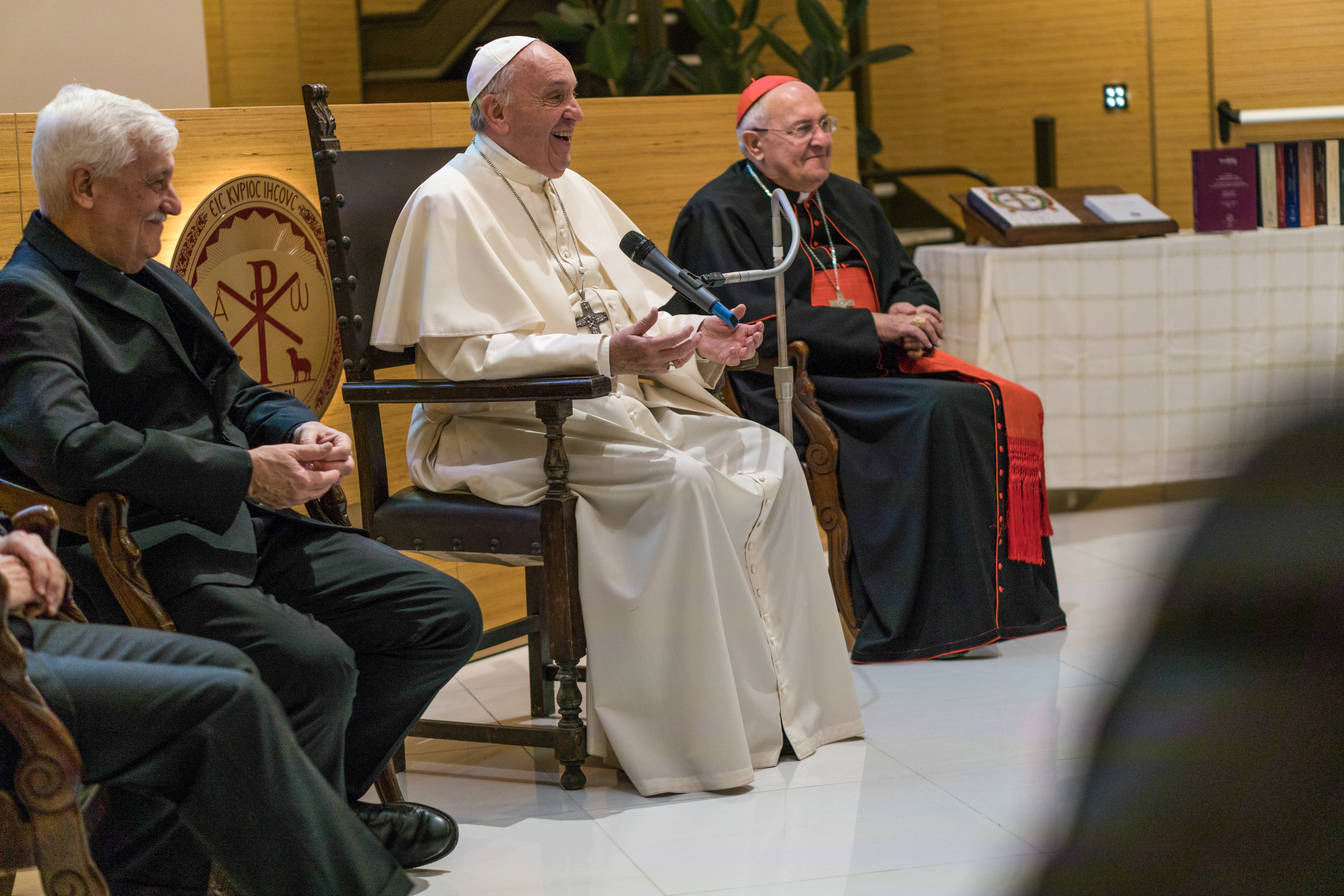
Визит Папы Франциска в 2017 году. Кардинал Леонардо Сандри справа, преподобный Артуро Соса, ОИ, генеральный настоятель Общества Иисуса (иезуиты) слева от него.

В Институте используются сервисы G Suite и Google for Education, скорость интернет-подключения увеличена до 1 гигабайта для скачивания и загрузки, что позволило начать проведение онлайн трансляций курсов и конференций с помощью Google Hangout.
«Аula magna», конференц-зал, в котором размещается часть фондов библиотеки, переоборудованная к столетнему юбилею Института в 2017 году, предоставляет «безопасное пространство» для обсуждения на международном уровне деликатных и проблемных вопросов. Сирия, автокефалия, геноцид, отказ от насилия — это лишь часть тем, которые обсуждались в стенах Института при участии патриархов, кардиналов, дипломатов, имамов и др.

## Библиотека

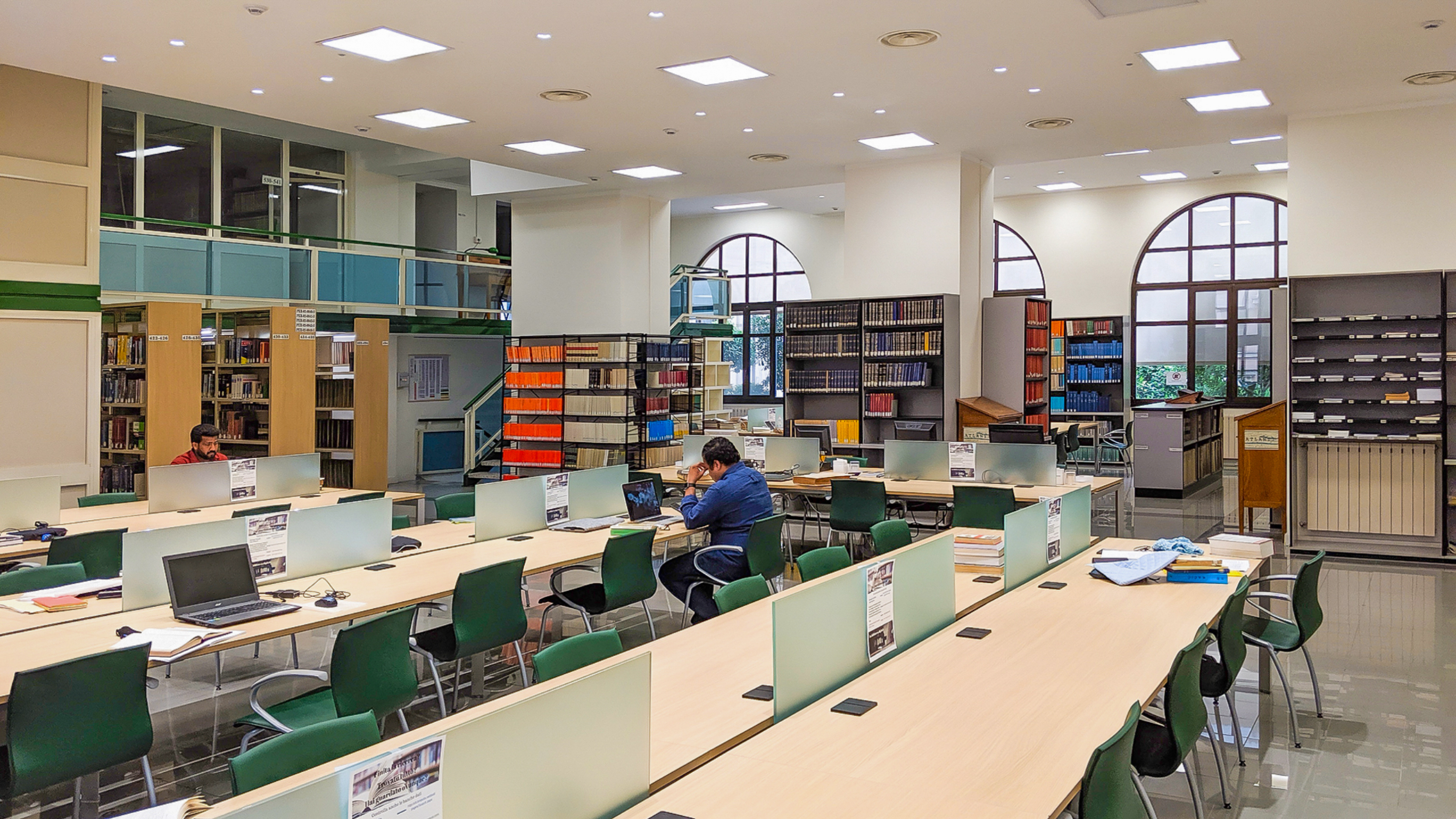
Студенты в библиотеке

На сегодняшний день библиотека Папского Восточного Института, о необходимости создания которой говорил еще Папа Римский Бенедикт XV, является одной из самых богато укомплектованных в мире библиотек, посвященных христианскому Востоку. Здесь хранятся некоторые издания, уничтоженные в России в первые годы советской власти, а также полная коллекция газеты Правда. Пространство библиотеки было значительно расширено при деятельном участии Папы Иоанна Павла II, после посещения им Института в 1987 году.
В 2017 году библиотека была переоборудована в соответствии с современными технологическими стандартами: был установлен кондиционер, высококачественное светодиодное освещение, современные акустические системы. Библиотека Института имеет доступ к разнообразным электронным ресурсам.

## Академическая деятельность

### Факультеты и языки
Папский Восточный Институт имеет два факультета: Восточных церковных наук и Восточного канонического права. Сначала существовал лишь один факультет, на котором, согласно программе, изложенной в учредительном уставе Бенедикта XV (1917 г.) преподавалось богословие, духовность, литургия, каноническое право, а также археология и история.
В 1971 году был создан факультет Восточного канонического права. Одним из поводов для открытия этого факультета стал пересмотр кодекса канонов Восточных церквей (ККВЦ). Секретарем комиссии, занимавшейся подготовкой новой редакции Кодекса, был профессор Восточного Института иезуит Иван Жужек (1924—2004 гг.). До сегодняшнего дня факультет канонического права остается одним из основных центров разработки ККВЦ, который используется католическими Восточными Церквями всего мира и является объектом интереса для некоторых Православных Церквей.
	В учебной программе Института особое место занимает изучение языков. Кроме итальянского, который является основным языком обучения, студенты изучают древнегреческий, сирийский, русский и церковнославянский языки. В последние годы в учебную программу Института были включены армянский, коптский, эфиопский и грузинский, а также современные греческий и румынский языки. Курс современного греческого языка делится на четыре уровня, за овладение каждым из которых можно получить сертификат государственного образца. Студенты факультета Восточного канонического права в обязательном порядке изучают латынь.

### Публикации
Папский Восточный Институт известен своими публикациями. В 1923 году увидел свет первый номер Orientalia Christiana. В 1934 году серию поделили на Orientalia Christiana Analecta, исключительно для монографий, и Orientalia Chrisitana Periodica, для статей и книжных рецензий. С 1992 года выходит периодическое издание Kanonika, в котором публикуются работы по каноническому праву. В серии Anaphorae Orientales, основанной Альфонсом Раесом в 1939 году и продолженной Робертом Тафтом, публикуются критические издания литургических текстов. В этой серии, в частности, Уильям Макомбер опубликовал текст литургии Фаддея и Мария, сыгравший ключевую роль в признании Конгрегацией Доктрины Веры в 2001 году ортодоксальности и каноничности анафоры без прямого прошения о приложении Святых Даров.

## Основные достижения

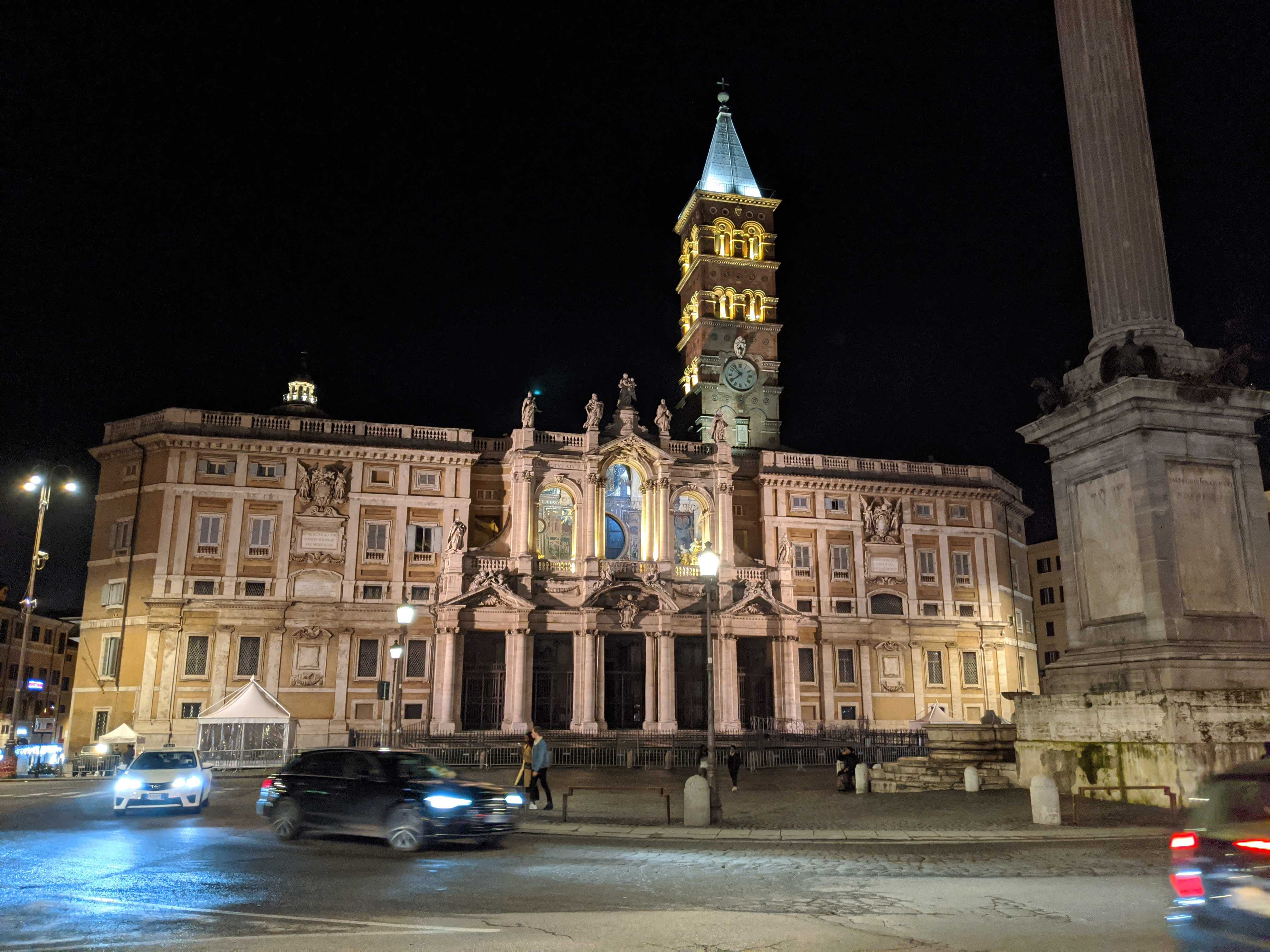
Папская базилика Санта-Мария-Маджоре

Кодекс канонов Восточных церквей был в значительной степени подготовлен в Папском Восточном Институте. ККВЦ стал общей законодательной основой для католиков восточных традиций, предусматривающей возможность дальнейшего развития собственного канонического права для каждой Восточной Церкви sui juris. Еще одним монументальным вкладом Института стало критическое издание документов Ферраро-Флорентийского собора (1438—1445 г.), выполненное профессорами факультета Восточных церковных наук. Это издание, в частности, повлияло на решение Папы Пия XII в 1947 году о создании новой редакции армянского католического обряда с устранением всех элементов латинской традиции. Следует отметить исследование по истории Литургии Св. Иоанна Златоуста в 6 томах, Энциклопедический словарь христианского Востока, переводы сирийских рукописей IX—XIII веков с комментариями, семитомное издание документов ватиканских архивов по армянскому вопросу (1894—1925 гг.), аналогичное издание по халдейско-ассирийскому вопросу (1908—1938 гг.), аннотированный каталог 150 эфиопских рукописей, подробные исследования малоазийских мозаик, фресок и архитектуры ранней Церкви и др.

## Известные профессора

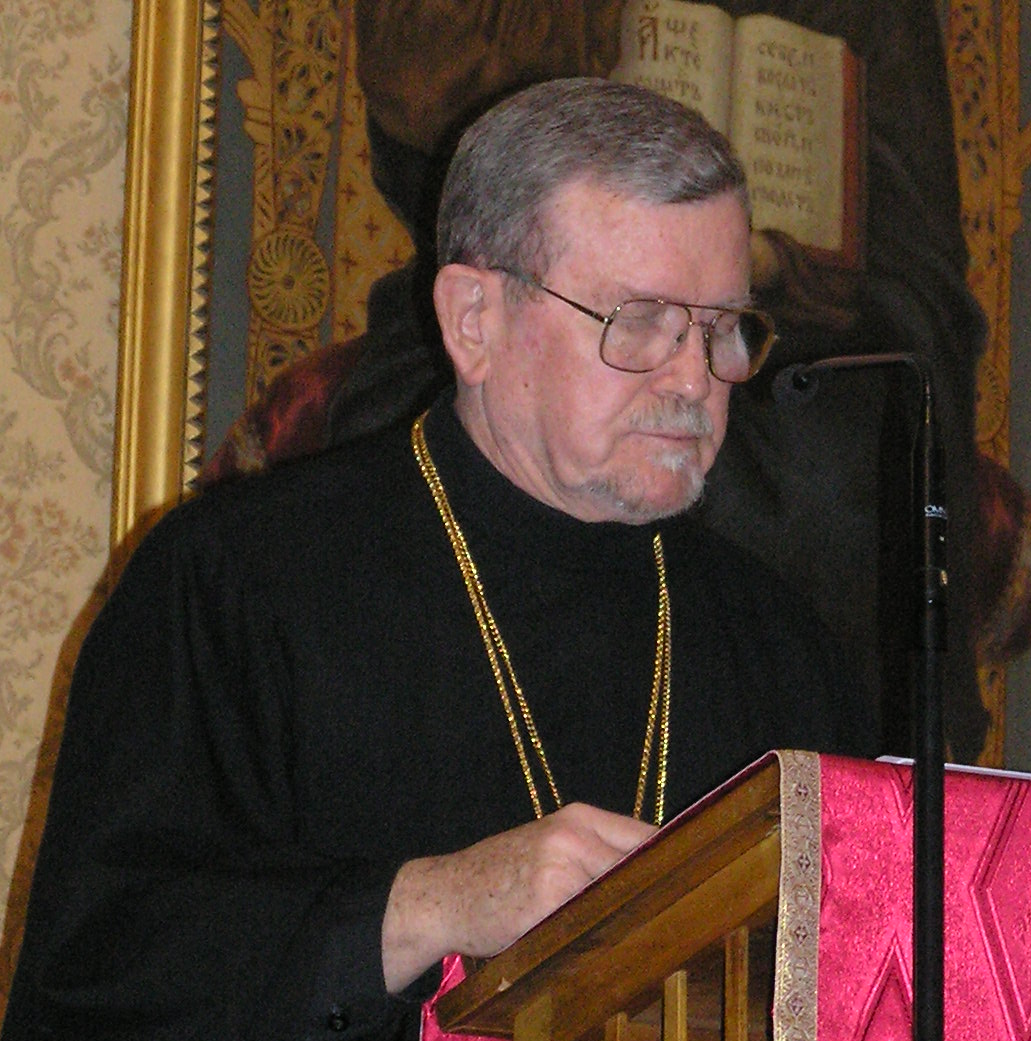
Известный литургист проф. Роберт Ф. Тафт

Гильом Де Джерфанион, иезуит, стал известен благодаря своим исследованиям в области археологии и пещерных церквей Каппадокии. Марсель Виллер, иезуит, автор монументального труда Dictionnaire de Spiritualité. Иреней Осерр, иезуит, по замечанию иезуита кардинала Томаша Шпидлика, заложивший основы изучения восточной духовности. Хуан Матеос, иезуит, ставший, по мнению Р. Ф. Тафта, основоположником школы сравнительной литургики в Папском Восточном Институте. Георг Хофманн, иезуит, историк Церкви, принявший деятельное участие в издании «Актов» Флорентийского собора. Следует также отметить выдающихся специалистов в изучении восточной литургики, иезуитов Мигеля Арранца (1930—2008) и уже упоминавшегося Роберта Тафта (1932—2018). Самир Халил Самир, иезуит, открывший западному миру богатое наследие арабо-христианской литературы. Густав Андреас Веттер, иезуит, один из самых выдающихся исследователей марксизма. Пласид Дж. Подипара, кармелит, мировой эксперт по христианам апостола Фомы.

## Известные выпускники
Блаженный мученик Евгений Боссилков, епископ Никопольский в Болгарии.
Варфоломей I с 1963 по 1968 гг. изучал каноническое право в Папском Восточном институте под руководством профессора Ивана Жужека.

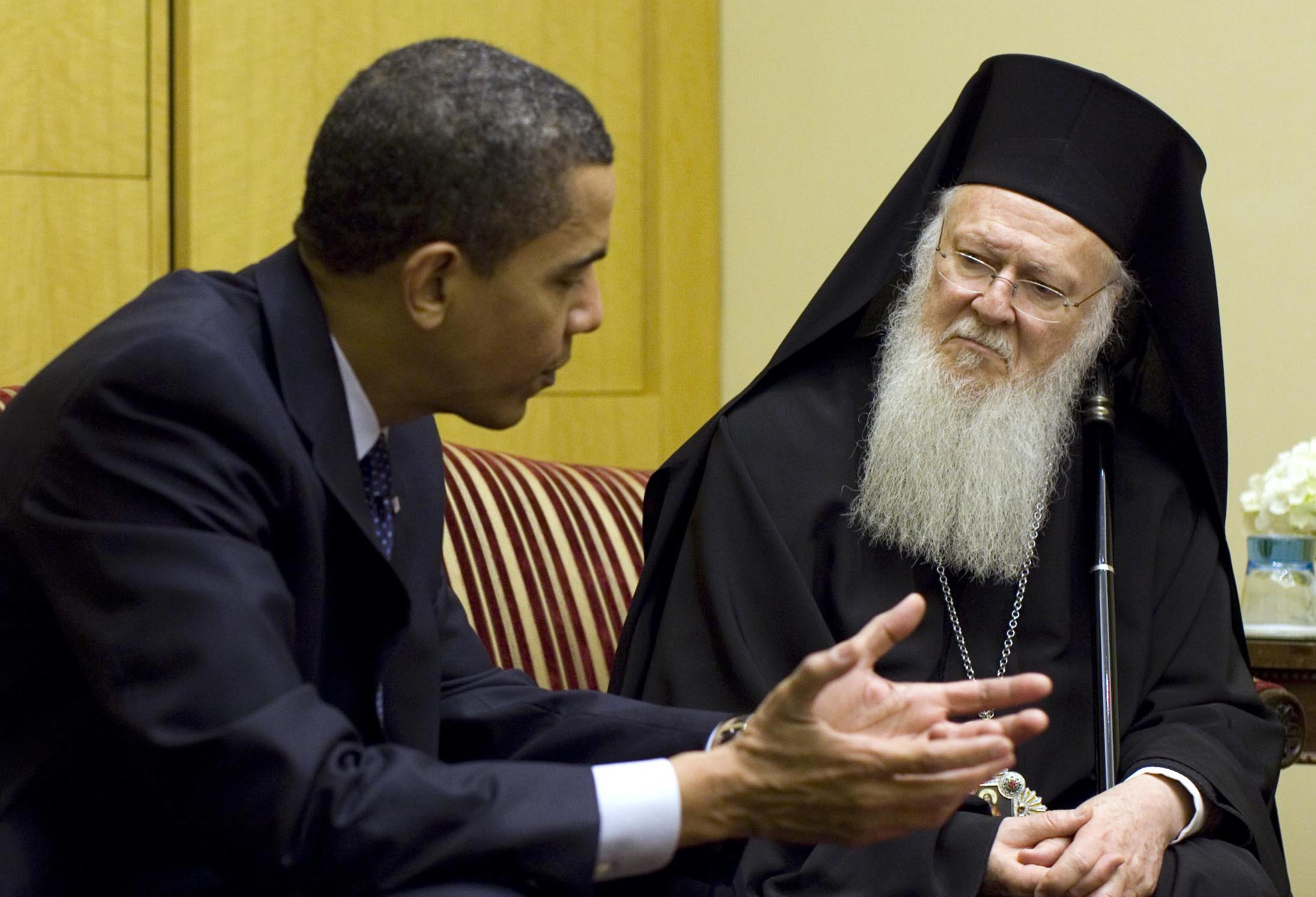
Президент Барак Обама и патриарх Варфоломей I

Григорий III Лахам католический Патриарх Антиохийский на покое.
Иосиф (Слипый), Верховный архиепископ Греко-Католической Церкви в Украине.
Павел II Хейхо, Патриарх Вавилона Халдейского.
Рафаэль I Бидавид, Патриарх Вавилона Халдейского.
Игнатий Антоний II, Сирийский Патриарх Антиохии и всего Востока.
Булос Бутрош Меуши, Маронитский патриарх Антиохии.
Стефанос I Сидарусс, Коптский Патриарх Александрии.
Святослав (Шевчук), Верховный архиепископ Киево-Галицкий, митрополит Киевский, предстоятель Украинской грекокатолической Церкви.
Два генеральных настоятеля Общества Иисуса: Жан Батист Янссенс и Петер Ханс Кольвенбах,.
Другие выдающиеся выпускники: Энгельберт Киршбаум, иезуит, археолог; Роберт Мюррей, иезуит, сириолог; Алессандро Баусани, исламолог; Ганс Йоахим Шульц, литургист; Ламбер Бодуэн, бенедиктинский монах, основатель Шеветонского монастыря, Алексей Мстиславович Пентковский, литургист и др.
В апреле 2013 года в Алеппо (Сирия) были похищены выпускники Института: Павел Язиджи, митрополит Алеппский Антиохийской Православной Церкви, Григорий Иоанн Ибрагим, сиро-яковитский митрополит Алеппский, а также Михаил Кайал. Согласно опубликованным командой исследователей во главе с сирийским журналистом Мансуром Салибом результатам поисков, они были убиты боевиками группировки «Нур ад-Дин аз-Зенки» в декабре 2016 года.

### Студенты и преподаватели Папского Восточного института, ставшие кардиналами
Блаженный Альфредо Ильдефонсо Шустер, бенедиктинец, первый президент Института, профессор литургики.
Григорий-Пётр Агаджанян, Префект Священной Конгрегации Евангелизации Народов.
Франц (кардинал) Кёниг, архиепископ Вены.
Франц Эрле, иезуит, профессор. Префект Ватиканской апостольской библиотеки.
Владислав Рубин, префект Конгрегации по делам Восточных Церквей.
Эжен Тиссеран, секретарь Священной Конгрегации по делам Восточной Церкви.
Алоис Грильмайер, иезуит, профессор патрологии.
Йозеф Томко, префект Конгрегации евангелизации народов.
Томаш Шпидлик, иезуит, автор трудов по восточной христианской духовности.